# Акопян, Амаяк Арутюнович
Амая́к Арутю́нович Акопя́н (род. 1 декабря 1956, Москва, СССР) — советский и российский иллюзионист, артист цирка, киноактёр и телеведущий. Заслуженный артист РФ (2024). В кинофильмах первоначально играл фокусников, но потом перешёл на характерные роли.

## Биография
Амаяк Акопян родился 1 декабря 1956 года в Москве. Сын циркового фокусника-манипулятора, народного артиста СССР Арутюна Акопяна (1918—2005). В детстве жил на Трубной площади, дом 20.
В шестом классе поступил в Суриковскую художественную школу, но не окончил. Учился в эстрадно-цирковом училище, но упал, повредил спину, из-за этого и перевёлся в ГИТИС.
Некоторое время занимался спортом.
В 1980-х годах являлся ведущим и соведущим музыкальной телепередачи «Утренняя почта».
В 1986—1987 годах снимался в телепрограмме «Будильник».
В 1996—2002 годах был ведущим передачи «Спокойной ночи, малыши!» (образы — Рахат Лукумыч и Тахар).
С 2009 года практически не выступает из-за обострившихся проблем с позвоночником.

## Общественная позиция
Отрицательно относится к руководству США, называет его «разжигателем несчастий по всей планете». В 2015 году выступил на радио «Комсомольская правда» с номером, включающим сжигание долларов.
Поддержал вторжение России на Украину, сказал, что «верует и будет верить» Владимиру Путину.

## Семья
Женат четвёртым браком.
Сын, Филипп Акопян (род. 19 июля 1983), живёт в Нью-Йорке. Занимается исследованиями и разработками технологий в области нейроэлектроники и высокоскоростного проектирования чипов. Обладатель многочисленных наград в разделах электроники и компьютерной инженерии. Увлекается бальными танцами и участвует в Международных конкурсах; является победителем различных соревнований в США по латиноамериканской танцевальной программе.
Мать Филиппа, Юлия Левина-Акопян, была балериной Большого театра (труппа Григоровича). В данный момент занимается преподаванием балета в танцевальных академиях в США.
Единокровные старшие: брат Артур Акопян и сестра — живут в Израиле.
Мать, Лия Ивановна Акопян (1931 — 2 марта 2020), была ассистентом Арутюна Акопяна, затем стала оперной певицей.

## Фильмография
- 1974 — Большой аттракцион — фокусник
- 1978 — Красавец-мужчина — житель города
- 1979 — Солнце в авоське
- 1979 — Взлёт — шофёр Рокотова
- 1980 — Фантазия на тему любви — Степан
- 1981 — Бедная Маша — Яков Багратионович, друг Кости
- 1981 — Восточный дантист — Левон
- 1981 — Пишите письма — Руслан
- 1984 — Великий самоед — грузинский князь
- 1985 — Возвращение Будулая — Марэ, цыган
- 1985 — Тихая застава — фокусник
- 1985 — Любимец публики — Нико, фокусник
- 1986 — Микко из Тампере просит совета — камео
- 1986 — Мой нежно любимый детектив
- 1987 — Где бы ни работать… — Вано
- 1988 — Воры в законе — «Кукольник»
- 1988 — Игра в детектив 2 — мафиози
- 1989 — Не сошлись характерами — клоун Шурик Кочерян
- 1989 — Это было у моря
- 1990 — Взбесившийся автобус — террорист Жила
- 1990 — Захочу — полюблю — дон Хуан
- 1994 — Мастер и Маргарита — Жорж Бенгальский, конферансье Варьете
- 1994 — Воровка — фокусник-армянин, рассмешивший Любу
- 2002 — Медики (серия «Партия с чемпионкой»)
- 2005 — Горыныч и Виктория — Гарик
- 2006 — ТСЖ «Фитиль» № 71 (серия «Искусство бессильно») — фокусник
- 2008 — Счастливы вместе — экстрасенс

## Награды
- Заслуженный артист Российской Федерации (5 февраля 2024 года) — за вклад в развитие отечественной культуры и искусства, многолетнюю плодотворную творческую деятельность[12];
- Почётная грамота Московской городской Думы (27 октября 2021 года) — за заслуги перед городским сообществом[13].